# 광제정
광제정(光霽亭)은 대한민국 전북특별자치도 임실군에 있는 건축물이다. 1990년 6월 30일 전라북도의 문화재자료 제130호로 지정되었다.

## 개요
광제정은 언제 지었는지 정확한 기록이 없으나, 광제정 양돈(1461∼1512)의 호로 미루어 그가 생존시에 지은 것으로 추정한다.
양돈은 성종 9년(1498) 사마시에 합격하였으나 무오사화로 봉현리에 낙향하였다. 그의 문장과 덕행은 뛰어나 당시 모범이 되었고, 남효온의 추천으로 조정에서 벼슬을 내렸으나 이를 거부하고 조용히 세상을 살았다.
원래 정자는 삼계면 후천리 광제 마을에 있었으나, 고종 9년(1872)에 지금 있는 자리로 옮겨 지었다.
광제정은 앞면 3칸·옆면 2칸 규모이며, 정자 한 가운데에 온돌방이 하나 있는 점이 특징이다. 계단식 축대 위에 정자가 있으며, 한 가운데에 계단식 통로가 있다. 정자 안쪽에는 ‘매당(梅堂)’이라는 현판이 걸려 있으며, 하서 김인후의 글과 기정진의 ‘광제정중건기(光霽亭重建記)’ 등이 걸려 있다.
광제정은 후손들이 관리해 오고 있으며, 선생의 별세 후 주민들이 아계사(阿溪詞)를 짓고 해마다 봄·가을로 제사를 지내고 있다.

## 현지 안내문
광제정은 조선초기에 양돈(1461~1512)이 후천리 광제마을에 처음 지었으며, 지금 건물은 양돈의 후손 양성모가 1871년에 다시 지은 것이다. 광제는 양돈의 호다. 성종 9년(1478) 소과에 합격한 양돈은 학문과 덕행이 높아 남효온 등이 천거하여 조정에서 여러 차례 관직을 내렸으나, 모두 사양하고 이곳에서 자연을 벗삼으며 여생을 보냈다. 양돈이 죽자 마을 사람들은 그의 학식과 덕망을 추모하기 위해 정조 12년(1788)에 아계사를 지어 위패를 모셨다. 광제정은 가운데 온돌방을 마련한 특이한 형태로 김인후, 기정진 등이 남긴 글이 현판으로 남아 있다.

## 참고 자료
- 광제정 - 국가유산청 국가유산포털